# Eubrachyura
Eubrachyura é um agrupamento taxonómico de crustáceos (classificado como uma zoosecção) que engloba os caranguejos considerados mais "avançados" (isto é mais diferenciados em relação ao seu grupo basal).

## Descrição
O agrupamento é dividido em duas subsecções com base na posição das aberturas genitais em ambos os sexos: os Heterotremata, com as aberturas nas patas nos machos e no sternum nas fêmeas; e os Thoracotremata, com as aberturas no sternum em ambos os sexos. Este arranjo morfológico contrasta com os restantes decápodes, nos quais a abertura genital é sempre nas pernas. O agrupamento Heterotremata é o mais diverso dos sois, contendo as superfamílias Xanthoidea e Pilumnoidea, ambas com numerosas espécies, e a totalidade das espécies de caranguejos de água doce (Gecarcinucoidea e Potamoidea). O registo fóssil dos Eubrachyura estende-se do Cretáceo ao presente, embora a espécie Bathoniana (Jurássico Médio) representativa do grupo, Hebertides jurassica, seja actualmente considerada como datando do Cenozoico.